# IN-VSEE
Interactive Nano-Visualization in Science and Engineering Education (IN-VSEE), en español, Educación Interactiva para las Ciencias y la Ingeniería basada en la Nano-visualización, es un proyecto de investigación y desarrollo financiado, entre 1997 y 2002, por el National Science Foundation. Con sede en la Arizona State University, pretende establecer enlaces entre, por un parte, la comunidad educativa y de desarrollo, y por otra parte, científicos y el público.

## Descripción
Se trata de sitio web interactivo creado por un consorcio de científicos y educadores para impulsar la educación, sobre todo en las matemáticas, las ciencias, la tecnología y la ingeniería, en torno a la nanotecnología mediante el uso de la tecnología basada en el microscopio de sonda de barrido (SPM).
Su consejo de asesores externos incluye a Heinrich Rohrer, ganador del Premio Nobel de Física, precisamente uno de los coinventores del microscopio de efecto túnel (STM).